# CABP7
CABP7 (англ. Calcium binding protein 7) – білок, який кодується однойменним геном, розташованим у людей на довгому плечі 22-ї хромосоми. Довжина поліпептидного ланцюга білка становить 215 амінокислот, а молекулярна маса — 24 453.
| 10         |  | 20         |  | 30         |  | 40         |  | 50         |
| ---------- |  | ---------- |  | ---------- |  | ---------- |  | ---------- |
| MPFHPVTAAL |  | MYRGIYTVPN |  | LLSEQRPVDI |  | PEDELEEIRE |  | AFKVFDRDGN |
| GFISKQELGT |  | AMRSLGYMPN |  | EVELEVIIQR |  | LDMDGDGQVD |  | FEEFVTLLGP |
| KLSTSGIPEK |  | FHGTDFDTVF |  | WKCDMQKLTV |  | DELKRLLYDT |  | FCEHLSMKDI |
| ENIIMTEEES |  | HLGTAEECPV |  | DVETCSNQQI |  | RQTCVRKSLI |  | CAFAIAFIIS |
| VMLIAANQVL |  | RSGMK      |  |            |  |            |  |            |

A: Аланін

C: Цистеїн

D: Аспарагінова кислота

E: Глутамінова кислота

F: Фенілаланін

G: Гліцин

H: Гістидин

I: Ізолейцин

K: Лізин

L: Лейцин

M: Метіонін

N: Аспарагін

P: Пролін

Q: Глутамін

R: Аргінін

S: Серин

T: Треонін

V: Валін

W: Триптофан

Білок має сайт для зв'язування з іонами металів, іоном кальцію. 
Локалізований у клітинній мембрані, цитоплазмі, мембрані, апараті гольджі.